# سوران (تيران وكرون)
سوران هي قرية في مقاطعة تيران وكرون، إيران. عدد سكان هذه القرية هو 799 في سنة 2006.